# Mariä Himmelfahrt (Burgau)

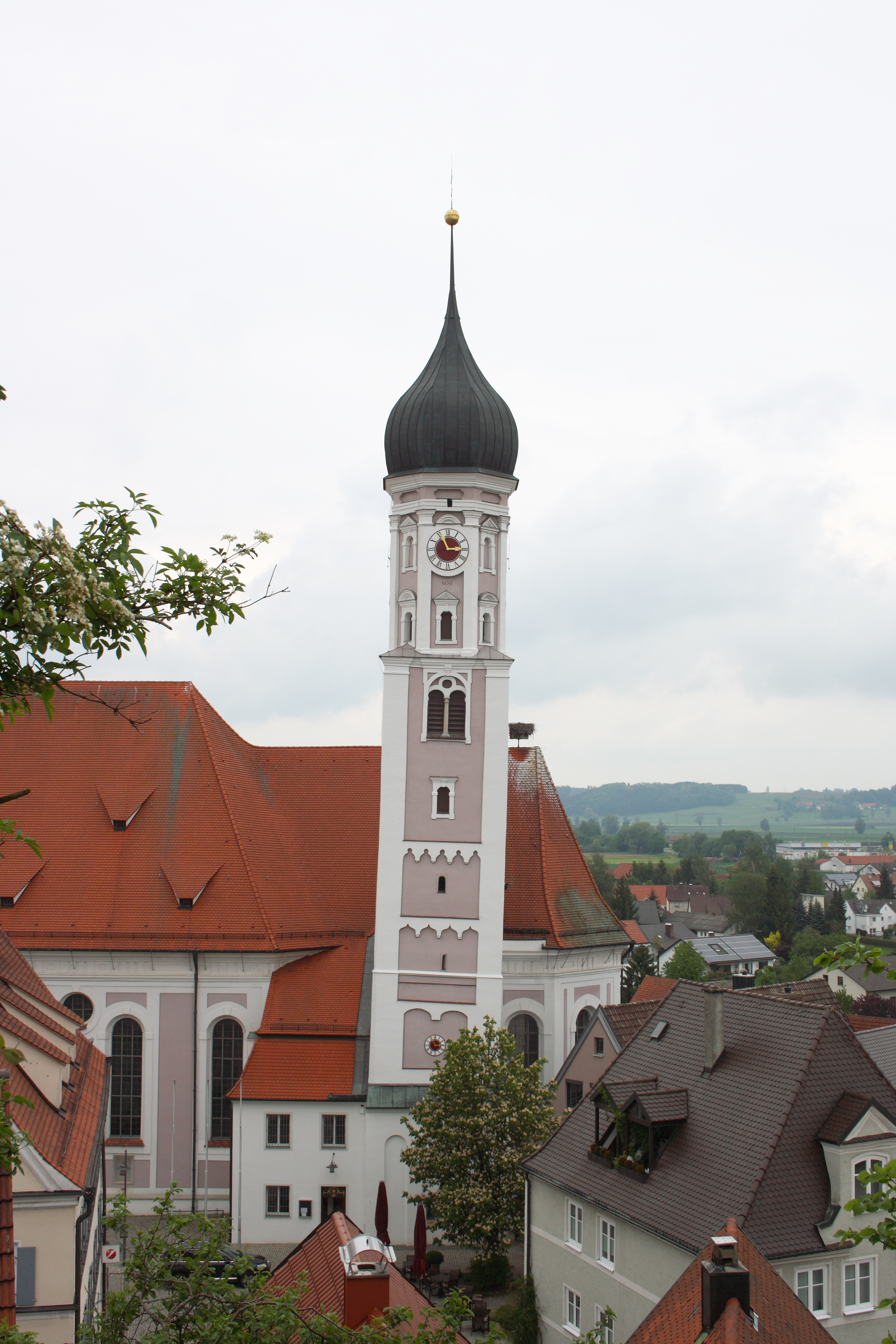
Mariä Himmelfahrt in Burgau

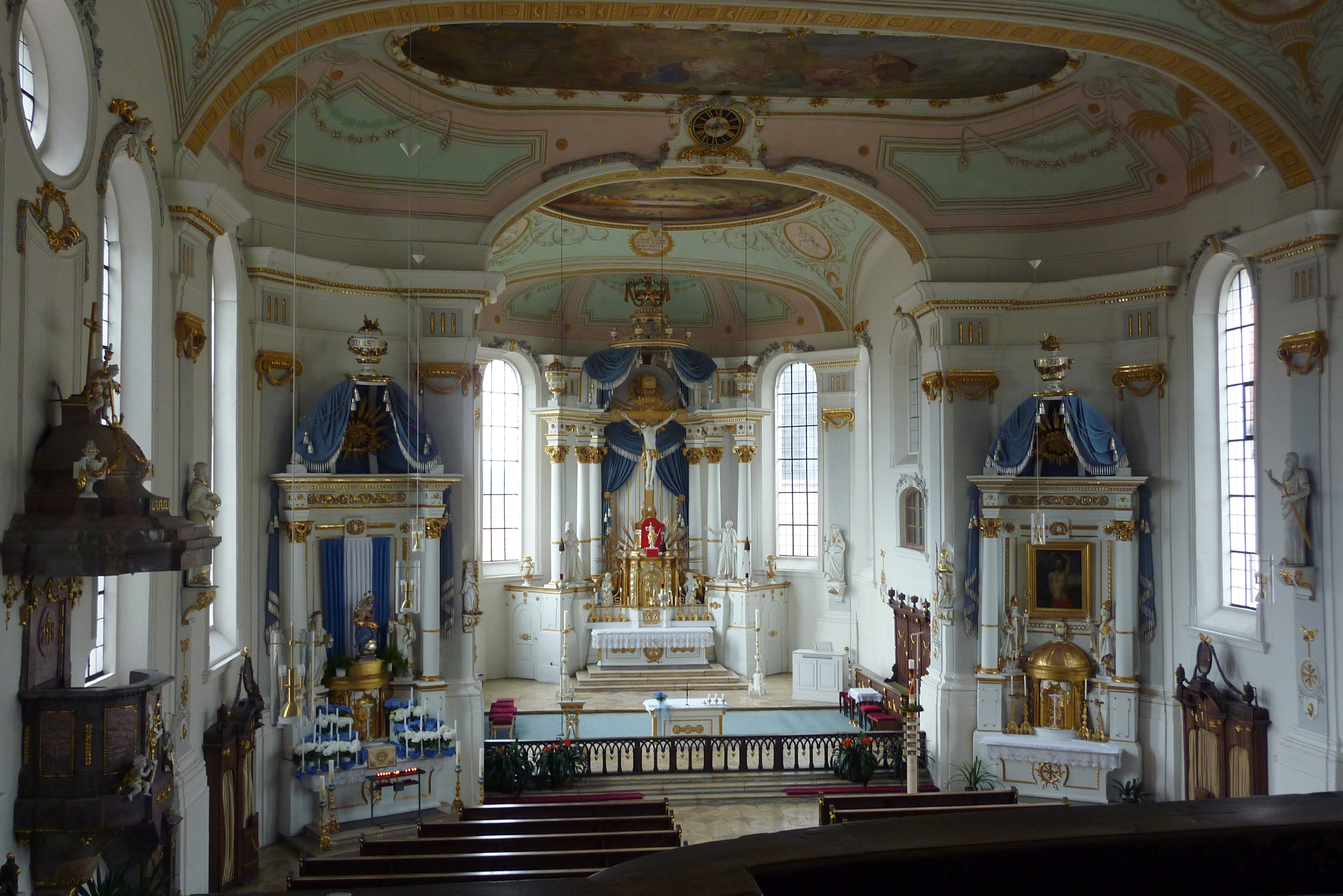
Innenraum

Die römisch-katholische Pfarrkirche Mariä Himmelfahrt steht in Burgau, einer Stadt im schwäbischen Landkreis Günzburg in Bayern. Das Bauwerk ist in der Liste der Baudenkmäler in Burgau als Baudenkmal unter der Nr. D-7-74-121-12 eingetragen.

## Beschreibung
Die Saalkirche wurde 1788/89 nach einem Entwurf von Kaspar Zengerle unter Verwendung einer Idee von Joseph Dossenberger erbaut. Sie besteht aus einem Langhaus, einem eingezogenen, dreiseitig geschlossenen Chor im Osten und einem Chorflankenturm auf quadratischem Grundriss an der Südwand des Chors. Der Turm ist mit einer Zwiebelhaube bedeckt und enthält im obersten quadratischen Geschoss den Glockenstuhl, während in der achteckigen Aufstockung von 1630 die Turmuhr eingebaut ist. 
Die Entwürfe für die Fresken im Chor lieferte Konrad Huber, die Fresken im Langhaus stammen von Johann Baptist Enderle. Zur Kirchenausstattung gehört ein Hochaltar, der beidseitig von je drei Säulen flankiert wird. Eine Statue der heiligen Afra wird Christoph Rodt zugeschrieben. Die um 1785 gebauten Statuen des Franz von Assisi und des Antonius von Padua stammen von Johann Michael Fischer. Die Orgel mit sechs Registern, zwei Manualen und einem Pedal wurde 1979 als Opus 77 von der Orgelbau Sandtner errichtet.